# Hydaticus arcuatus
Hydaticus arcuatus är en skalbaggsart som beskrevs av Régimbart 1895. Hydaticus arcuatus ingår i släktet Hydaticus och familjen dykare. Inga underarter finns listade i Catalogue of Life.